# 한국e스포츠협회
한국 e스포츠 협회(韓國eSports協會, Korea e-Sports Association)는 대한민국의 e스포츠를 관리하고 육성하기 위해 1999년 7월 1일 발족된 비공식 사단법인이다. 처음에는 한국프로게임협회(Korea Pro Game Association, KPGA)라는 이름으로 발족되었으며, '21세기프로게임협회'라는 이름도 가지고 있다가 2003년 지금의 이름으로 통일되었다.
협회의 영문명 머릿글자를 따서 KeSPA(Korea e-Sports Association, 케스파)라는 이름으로 지칭되는 경우도 많다.
한국e스포츠협회는 프로게이머의 등록과 관리(매월 랭킹 고지 등), 공인 종목의 선정, 인프라 구축, 국가대표 선수단의 조직과 파견, 게임방송 콘텐츠 사업 등을 하고 있다. 2012년 4월 6일 정기 이사회에서 SK텔레콤 부사장 이형희를 신임 협회장으로 선임했다. 이후 2012년 5월 문화체육관광부와 한국e스포츠협회의 1년이라는 기나긴 노력으로 e스포츠는 게임이 아닌 게임문화라는 새로운 탈바꿈을 하였다.
2013년 1월 24일 임시 총회에서 민주통합당 전병헌 의원을 협회장으로 선임했다. 이후 여러 리그, 특히 스타크래프트 II와 리그 오브 레전드 리그 등을 활성화시키고, 직접 관전하였으며 코스프레까지 하는 등 기존의 협회장과는 다른 모습을 보였다. 2014년 12월 16일부로 협회장 자리를 사임했다.
2018년 12월 17일 임시 총회가 개최되어 의결을 통해 김영만 신임 회장 선임 건을 통과시켰다.

## 중계권 논란
2007년 프로리그에 중계권 개념을 도입해 중계권을 구입한 방송사에서만 리그를 중계할 수 있도록 하고, 중계 사업을 할 사업자를 공모하겠다고 발표했다. 그 이전까지는 게임 방송사들이 기업의 후원을 받아 방송을 제작했었는데, 협회는 산업적 기반을 만들어나가기 위해 게임 중계권을 만든 것이라고 주장했다. 이로 인해 기존에 리그를 방송하던 방송사들은 일방적인 중계 사업자 선정 사업에 유감을 표시했다. 협회는 같은 달 31일 홀로 입찰에 참가한 IEG가 중계 사업자로 선정되었다고 밝혔다. IEG는 기존에 리그를 방송하던 온게임넷과 MBC게임을 상대로 중계권 협상을 벌였고, 두 차례의 결렬 이후 3월 20일 양 방송사의 3년간 중계권을 인정하며 타결되었다. 이 과정에서 리그가 파행 운영되어 팬들의 반발을 사기도 했다.
한편, 스타크래프트의 개발사인 블리자드 엔터테인먼트는 스타크래프트 II: 자유의 날개를 공개하기 전에 중계권에 대해 자사의 권리를 행사할 것임을 시사했다. 이에 협회의 김영만 이사는 블리자드가 한국의 이스포츠 발전 노력을 무시한 것이라며, 회사의 권리를 양도하고 그곳에서 발생하는 수익은 이스포츠 발전에 쓰여야 한다고 주장했다. 블리자드는 8월 협회가 자신들의 동의 없이 중계권을 통한 수익사업을 진행하는 것을 용인할 수 없으며, 다각도로 협상을 진행 중이라고 밝혔다.
2011년 5월 17일 블리자드 엔터테인먼트측과 협회는 저작권문제가 양 측 모두에 손해만 끼치는 일이라고 파악하고 스타크래프트에 대한 라이센스 계약을 체결하고 e스포츠 산업 육성과 성장을 위한 노력에 돌입한다고 밝혔다.

## 경기 종목
한국e스포츠협회는 2014년 2월 11일부터 e스포츠 종목선정 기관으로 지정되었다. 이들이 선정하는 종목은 크게 정식 종목과 시범 종목으로 나뉘며, 정식 종목은 다시 전문 종목과 일반 종목으로 나뉜다. 전문 종목은 지속적인 투자를 통해 직업선수가 활동할 수 있는 대회가 존재하거나, 리그를 구축할 수 있는 저변이 확보되었다고 인정받은 종목이다. 일반 종목은 정식 종목보다 저변은 열악하나, 종목사의 투자 계획이나 육성 가능성이 명확한 경우에 선정된다. 마지막으로 일반 종목은 심의는 통과하였으나 저변이 미비하여 추후에 재심사를 받아야 한다는 의미이다.
2021년 4월 기준으로 한국e스포츠협회가 인정한 종목은 총 12개이며, 해당 부문과 항목은 다음과 같다.
- 전문 종목
  - 리그 오브 레전드
  - 배틀그라운드
  - 배틀그라운드 모바일
  - 브롤스타즈
  - FIFA 온라인4
- 일반 종목
  - 던전앤파이터
  - 서든어택
  - 크레이지레이싱 카트라이더
  - A3: 스틸얼라이브
  - 오디션
  - PES 2021
  - 클레시 로얄
- 시범 종목

## 같이 보기
- e스포츠
- 프로게이머
- IeSF
- e스포츠 연맹